# Димитър Чавдаров
Димитър Тодоров Чавдаров е български революционер, деец на Вътрешната македоно-одринска революционна организация.

## Биография
Димитър Чавдаров е роден през 1885 година в Самоков, Княжество България. Учи в Киевската духовна академия, която завършва през 1910 година. Присъединява се към ВМОРО и става четник при Георги Занков. През Балканската война от 1912 година е отново в четата на Георги Занков, а след това в Нестроевата рота на 11-а Сярска дружина. Награден е с орден „За храброст“ ІV степен.